# Molopo
Molopo – rzeka okresowa w Południowej Afryce i Botswanie, prawy dopływ Oranje; długość około 1000 km; źródła na wyżynie Środkowego Weldu (RPA) w okolicy dystryktu Lichtenburg i Marico; łączy się bo 800 km z rzeką Nossob, po 90 km ginie w piaskach koło Abiquas Puts, następnie pojawia się kolo Oranje. Po letnich opadach prowadzi niewielkie ilości wody, zimą wysycha. Według raportów przed 1980 rokiem rzeka płynęła raz na 2–3 lata.
Jej nazwa znaczy „rzeka”.